# Municipio de Peribán
El municipio de Peribán es uno de los 113 municipios en que se divide el estado mexicano de Michoacán de Ocampo. Situado al occidente de la entidad, su cabecera es la población de Peribán de Ramos.

## Geografía
El municipio de Peribán se encuentra en el occidente del estado de Michoacán y en las faldas del Pico de Tancítaro. Tiene una extensión territorial de 332.797 km², que representan el 0.57% del territorio michoacano y sus coordenadas geográficas extrema son 19° 24' - 19° 35' de latitud norte y 102° 20' - 102° 35' de longitud oeste. Su altitud se registra de un máximo de 3 400 a un mínimo de 900 m s. n. m.
Limita al norte con los municipios de Los Reyes y Uruapan; al este con los municipios de Uruapan y Tancítaro; al sur con los municipios de Tancítaro y Buenavista; al oeste con el municipio de Buenavista, el estado de Jalisco y el municipio de Los Reyes.
Junto con los municipios de Aguililla, Apatzingán, Buenavista, Cotija, Parácuaro, Los Reyes, Tepalcatepec, Tingüindín y Tocumbo, forma parte de la región Región 5. Tepalcatepec.
Parte del municipio integra el área de protección de flora y fauna Pico de Tancítaro.

## Demografía
El municipio tiene una población de 29 389 habitantes lo que representa un crecimiento promedio de 1.5% anual en el período 2010-2020 sobre la base de los 25 296 habitantes registrados en el censo anterior. Al año 2020 la densidad poblacional era de 88,57 hab/km².
| Gráfica de evolución demográfica de Municipio de Peribán entre 2000 y 2020 |
|                                                                            |
| Fuente: Instituto Nacional de Estadística Geografía e Informática          |

En 2010 estaba clasificado como un municipio de grado muy bajo de vulnerabilidad social, con el 14.33% de su población en situación de pobreza extrema.

El 94.96% de la población profesaba la religión católica y el 1.84% adhería a las iglesias Protestantes, Evangélicas y Bíblicas. Solo el 0.72% de los habitantes del municipio se reconocía como indígena.

### Localidades
En el censo de 2020 el municipio de Peribán contaba con 81 localidades.
| Código INEGI      | Localidad             | Población (2020) |
| ----------------- | --------------------- | ---------------- |
| 160680001         | Peribán de Ramos      | 17 652           |
| 160680037         | San Francisco Peribán | 2 388            |
| 160680007         | Corona                | 2 051            |
| 160680015         | Gildardo Magaña       | 1 912            |
| Otras localidades | Otras localidades     | 5 386            |
| Total municipal   | Total municipal       | 29 389           |

## Economía
La principal actividad económica del municipio es la agricultura, especialmente la producción de aguacate. El cultivo de caña de azúcar es la base económica de las localidades de Corona y Gildardo Magaña.
Según el número de unidades activas, los sectores más dinámicos son el comercio minorista, la prestación de servicios generales no gubernamentales y en menor medida la prestación de servicios de alojamiento temporal y preparación de alimentos y bebidas.

## Educación y salud
En 2010 el municipio contaba con escuelas preescolares, primarias, secundarias, tres escuelas de educación media (bachilleratos), una escuela de formación para el trabajo y una escuela primaria indígena. Contaba con 8 unidades destinadas a la atención de la salud, con un total de 23 personas como personal médico.
El 38.4% de la población, (10 016 personas), no habían completado la educación básica, carencia social conocida como rezago educativo. El 52.6%, (13 696 personas) carecían de acceso a servicios de salud.

## Política
El gobierno del municipio de Peribán le corresponde a su ayuntamiento, el cual está integrado por el presidente municipal, un síndico y el cabildo conformado por siete regidores, cuatro electos por mayoría relativa y tres por el principio de representación proporcional. Todos son electos mediante voto universal, directo y secreto para un periodo de tres años con posibilidad de ser reelectos por un único periodo inmediato.

### Representación legislativa
Para la elección de diputados locales al Congreso de Michoacán y de diputados federales a la Cámara de Diputados federal, el municipio de Peribán se encuentra integrado en los siguientes distritos electorales:
Local:
- Distrito electoral local de 21 de Michoacán con cabecera en Coalcomán de Vázquez Pallares.[17]

Federal:
- Distrito electoral federal 12 de Michoacán con cabecera en Apatzingán de la Constitución.[18]

### Presidentes municipales
- (1999 - 2001): Benigno Quezada Naranjo
- (2002 - 2004): Fernando Guillén Franco
- (2005 - 2007): José Sebastián Naranjo Blanco
- (2008 - 2011): Miguel Moreno Cervantes
- (2012 - 2015): Salvador Ávalos Martínez
- (2015 - 2018): José Luis Sánchez Mora
- (2019 - 2021): Dora Belen Sánchez Orozco
- (2022 - 2024): Alfredo Arroyo Arroyo